# Парк имени Юрия Гагарина (Симферополь)
Парк культу́ры и о́тдыха и́мени Ю́рия Гага́рина (Гага́ринский парк) — парк культуры и отдыха в городе Симферополь. Открыт в первой половине 1960-х годов. Является излюбленным местом отдыха симферопольцев. Парк Гагарина расположен в Железнодорожном районе Симферополя. Он ограничен улицами Толстого, Гагарина, Киевской, Павленко и граничит с Симферопольским троллейбусным парком. Парк имени Гагарина является самым большим городским парком в Крыму.

## История парка
Создание парка было запланировано в начале 1960-х годов при строительстве жилых массивов у правого берега реки Салгир недалеко от железнодорожного вокзала. Изначально проектная территория парка составляла 70 га, на этапе практической реализации она сократилась до 50 гектаров, однако со временем постоянно уменьшалась. Последнее сокращение площади произошло в марте 2011 года, когда Симферопольский горсовет принял решение сократить площадь парка до 36,0173 га.
В 1975 году, в канун 30-летия Великой Победы, в парке состоялось торжественное перезахоронение Неизвестного солдата из одиночной могилы на улице Беспалова и открытие Мемориального комплекса с Вечным огнём (архитектор Попов Е. В.), зажженным от факелов, доставленных с легендарных гор Митридат и Сапун-гора.
4 ноября 1980 года участниками поезда «Дружбы» из Венгрии, была заложена Аллея «Дружбы».
В 1983 году со стороны ул. Толстого и Салгира было начато строительство спорткомплекса на 4 тыс. зрителей. К началу распада СССР готовность была на уровне 26 %. В 2008 году было принято решение снести имеющиеся постройки, а зимой 2012 года на территории парка был открыт Торгово-развлекательный центр с большим катком, значительно превышающий площадь снесенного спорткомплекса.
В 1985 году произведена реконструкция Мемориального комплекса, принявшего современный вид.
26 апреля 2007 года, к 21 годовщине аварии на ЧАЭС, в парке был открыт мемориал памяти жертв трагедии. Его освятил Митрополит Симферопольский и Крымский Лазарь. В основу мемориала была заложена капсула с именами 372 ушедших из жизни «чернобыльцев» Симферополя.
8 августа 2013 года мэрия города презентовала план реконструкции парка имени Гагарина. Согласно проекту, в парке должны были появится второй для Симферополя зооуголок, аквариум или дельфинарий, современная зона аттракционов, детский развлекательный центр, новые причалы для катания по пруду на лодках и катамаранах, три автопарковки. Остров в центре пруда власти обещали оставить заповедной зоной.
В рамках празднования 230-летия со дня основания Симферополя, 8 июня 2014 года была торжественно открыта Аллея Славы и бюст Герою Советского Союза, генералу армии, командующему воздушно-десантными войсками Василию Маргелову. Напротив бюста Василия Маргелова установлены бюсты выдающимся людям, среди которых поэты Александр Пушкин и Михаил Лермонтов, русские военачальники Александр Суворов, Михаил Кутузов, Федор Ушаков.
В 2017 году по программе «Парки малых городов» партии «Единой России» 45 миллионов рублей выделены[кем?] на реконструкцию парка. На участке парка будет построен торгово-развлекательно-офисный центр.
В 2020 году планировалось строительство 16-этажного жилого дома у границы парка, что по мнению ряда активистов могло бы нарушить правила застройки. В период до 2014 года эта территория имела статус общественно-деловой зоны так как там планировалось построить ледовый дворец.

### Легенда о создании парка
Среди жителей Симферополя ходит легенда о создании парка имени Гагарина. Легенда гласит, что созданию парка симферопольцы должны быть благодарны одному высокопоставленному чиновнику из Москвы. Тот якобы, проезжая на отдых через Симферополь, проявил интерес к столице Крыма. Он попросил жителей показать ему главный столичный парк. На тот момент в Симферополе главным парком города был парк имени Тренева, но этот парк высокопоставленному гостю не понравился. Чтобы не ударить лицом в грязь, симферопольцы показали зелёную зону, неподалеку от железнодорожного вокзала, аргументируя тем, что вообще-то это и есть главный парк, но он ещё не полностью облагорожен и не сдан в пользование. Чиновнику понравилась указанная местность, и он пообещал приехать в город на открытие этого парка. После его отъезда местным чиновникам пришлось заниматься созданием нового парка. Достоверных источников этой истории нет, но симферопольцы упорно продолжают передавать её следующим поколениям.

## Описание
На главной аллее парка растут раскидистые ели (длина их нижних ветвей порой достигает 5 м). Аллея ведёт к Вечному огню. Справа от аллеи расположена сосновая роща. Через парк Гагарина протекает река Салгир. Она не глубокая, но очень живописная с небольшими каскадами по всей протяжённости. Вдоль реки проходит набережная. Местами через речку «перебегают» небольшие мостики. В центре парка — два небольших искусственных озера. Они не глубокие и соединены между собой протоками. Посередине одного из озёр находится островок — место гнездования диких уток, которые здесь обитают, добраться посетителям туда возможно только в зимнее время года, когда вода в озере замерзает. Флора парка представлена различными видами деревьев. Здесь растут: сосны крымские, берёзы, тополи, платаны, сосны голубые, ивы, буки, акации, каштаны и многие другие деревья. Одной из главных достопримечательностей парка считается скульптура «Три грации». Данное сооружение возвели в честь крымских гимнасток. Помимо этой скульптуры в парке повсюду можно увидеть и другие, не менее интересные и красивые скульптуры.

## Фотогалерея
- Слияние Салгира и Малого Салгира в парке
- Одна из дорожек парка в конце ноября
- Пруд Гагаринского парка в тумане